# Kosjerić
Kosjerić (en serbe cyrillique : Косјерић) est une ville et une municipalité de Serbie situées dans le district de Zlatibor. Au recensement de 2011, la ville comptait 3 970 habitants et la municipalité dont elle est le centre 12 083.

## Géographie
Kosjerić est située à l'ouest de la Serbie centrale entre Valjevo et Požega. Elle se trouve à 47 km d'Užice, le centre administratif du district de Zlatibor (au sud-ouest), et à 54 km de Čačak, le centre administratif du district de Moravica.
La ville est entourée par les monts Maljen et Povlen, respectivement au nord-est et au nord-ouest, ainsi que par les monts Crnokosa, au sud, et Jelova Gora, au nord et à l'est,. Le Maljen et le Povlen font partie du groupe de montagnes de Podrinje-Valjevo, dans une des franges les plus orientales des Alpes dinariques. Les rivières les plus importantes du secteur sont le Skrapež et la Kladoroba.

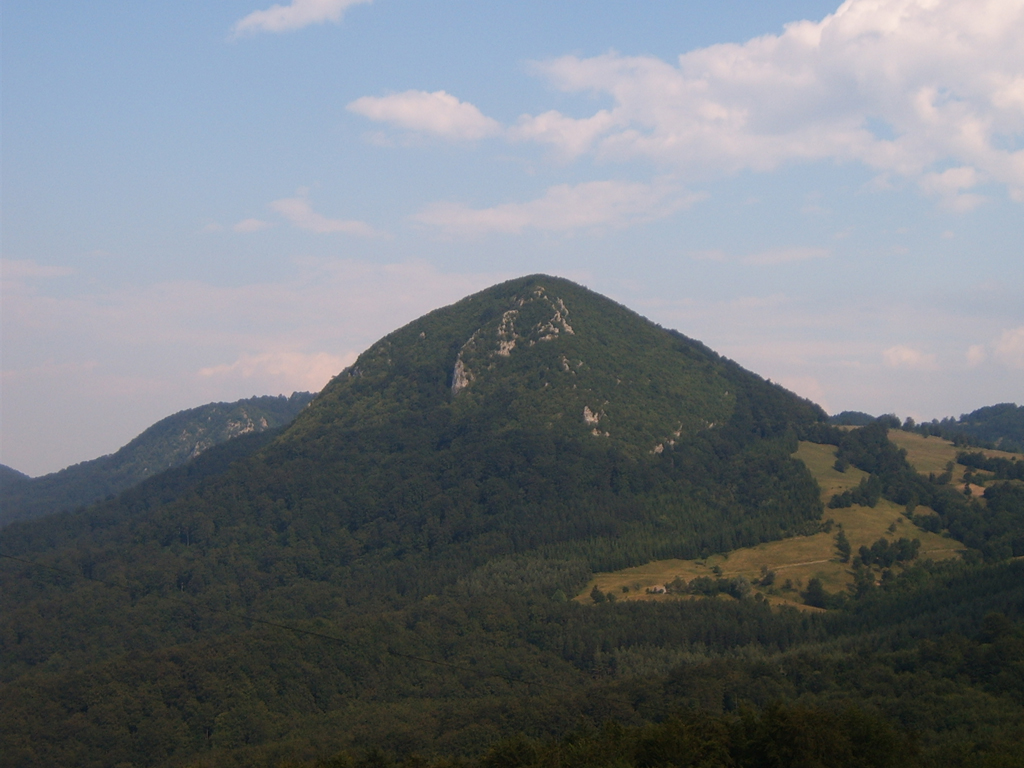
Le Mali Povlen

La municipalité de Kosjerić est bordée par le territoire de la Ville de Valjevo au nord, par les municipalités de Mionica et de Požega à l'est, par le territoire de la Ville d'Užice au sud et par la municipalité de Bajina Bašta au sud-ouest et à l'ouest.

## Climat
Située à une vingtaine de kilomètres au sud Kosjerić, la station météorologique de Požega se trouve à 310 m d'altitude ; elle enregistre des données depuis 1895 (coordonnées 43° 51′ N, 20° 02′ E). Kosjerić jouit d'un climat continental tempéré, influencé par le climat montagnard sur les marges de son territoire.
La température maximale jamais enregistrée à la station a été de 41,0 °C le 27 juillet 2007 et la température la plus basse a été de −30,7 °C le 13 janvier 1985. Le record de précipitations enregistré en une journée a été de 101,3 mm le 30 juillet 1999. La couverture neigeuse la plus importante jamais enregistrée a été de 55 cm.
Pour la période de 1961 à 1990, les moyennes de température et de précipitations s'établissaient de la manière suivante :
| Mois                                       | Janv | Fév  | Mars | Avr  | Mai  | Juin | Juil | Août | Sept | Oct  | Nov  | Déc  | Année |
| ------------------------------------------ | ---- | ---- | ---- | ---- | ---- | ---- | ---- | ---- | ---- | ---- | ---- | ---- | ----- |
| Températures maximales moyennes (°C)       | 1,7  | 6,0  | 11,5 | 16,9 | 21,6 | 24,5 | 26,6 | 26,6 | 23,2 | 17,4 | 10,0 | 3,1  | 15,8  |
| Températures moyennes (°C)                 | -2,6 | 0,7  | 5,1  | 10,1 | 14,7 | 17,7 | 19,2 | 18,6 | 15,1 | 9,9  | 4,3  | -0,7 | 9,3   |
| Températures minimales moyennes (°C)       | -6,4 | -3,6 | -0,4 | 3,6  | 8,4  | 11,8 | 12,9 | 12,5 | 9,6  | 4,8  | 0,4  | -4,0 | 4,1   |
| Moyennes mensuelles de précipitations (mm) | 52,1 | 42,4 | 49,3 | 58,0 | 86,7 | 84,1 | 80,5 | 60,0 | 59,2 | 49,9 | 62,4 | 56,0 | 739.9 |

## Histoire
Près de Kosjerić, les archéologues ont mis au jour des vestiges remontant à l'Empire romain et à la Serbie médiévale. Cette partie du pays fit partie des possessions de la dynastie des Nemanjić puis passa sous le contrôle de l'Empire ottoman en 1463. De nombreuses populations venue du Monténégro, de l'est de la Bosnie et des monts Zlatibor et Tara virent s'y installer au début du XIXe siècle. Le véritable développement de Kosjerić commença vers 1882, mais il fut ralenti par le développement plus important encore des villes de Valjevo et de Požega. Kosjerić obtint le statut de ville en 1966 et son développement s'est accéléré avec l'ouverture de la ligne ferroviaire Belgrade-Bar en 1972.

## Localités de la municipalité de Kosjerić

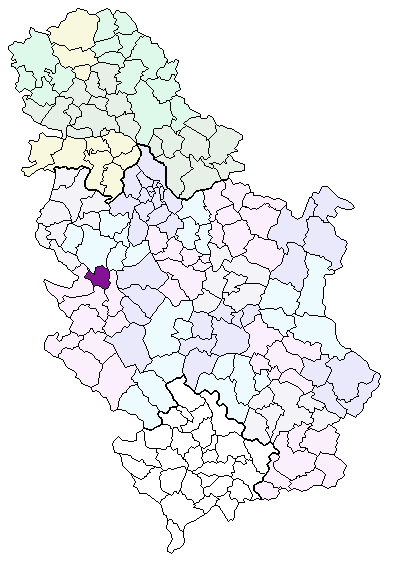
Localisation de la municipalité de Kosjerić en Serbie

La municipalité de Kosjerić compte 27 localités :
| - Bjeloperica - Brajkovići - Varda - Galovići - Godečevo - Godljevo - Gornja Pološnica - Donja Pološnica - Drenovci - Dubnica - Kosjerić - Kosjerić (selo) - Makovište - Mionica | - Mrčići - Mušići - Paramun - Radanovci - Rosići - Ruda Bukva - Seča Reka - Skakavci - Stojići - Subjel - Tubići - Cikote - Ševrljuge |

Kosjerić est officiellement classée parmi les « localités urbaines » (en serbe : градско насеље et gradsko naselje) ; toutes les autres localités sont considérées comme des « villages » (село/selo).

## Démographie

### Ville

#### Évolution historique de la population dans la ville
| 1948 | 1953 | 1961 | 1971  | 1981  | 1991  | 2002  | 2011  |
| ---- | ---- | ---- | ----- | ----- | ----- | ----- | ----- |
| 558  | 698  | 630  | 1 860 | 2 988 | 3 794 | 4 116 | 3 970 |

### Municipalité

#### Répartition de la population par nationalités dans la municipalité (2002)
Toutes les localités de la municipalité sont peuplées d'une majorité de Serbes.

## Religion
Sur le plan religieux, Kosjerić et sa région sont essentiellement peuplées de Serbes orthodoxes ; elles relèvent de l'éparchie de Žiča (en serbe cyrillique : Епархија жичка), qui a son siège au monastère de Žiča, situé près de Kraljevo.

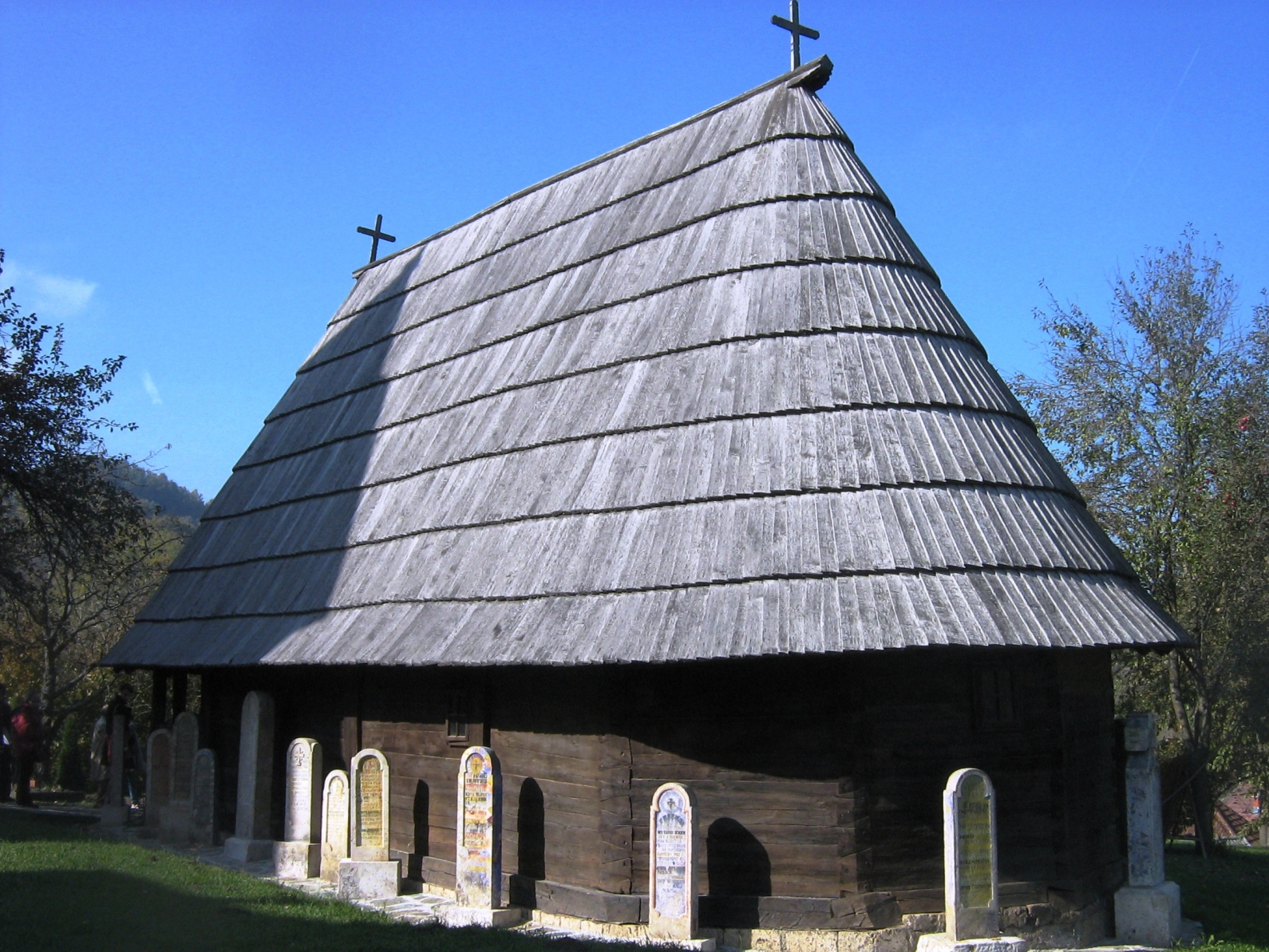
L'église en bois Saint-Georges de Seča Reka

## Politique

### Élections locales de 2004
À la suite des élections locales serbes de 2004, les 27 sièges de l'Assemblée municipale de Kosjerić se répartissaient de la manière suivante :
| Parti                             | Sièges |
| --------------------------------- | ------ |
| Parti démocratique                | 6      |
| Mouvement serbe du renouveau      | 4      |
| Nouvelle Serbie                   | 3      |
| Parti socialiste de Serbie        | 3      |
| Parti démocratique de Serbie      | 3      |
| Liste « Pour Kosjerić »           | 2      |
| Liste « Mouvement pour Kosjerić » | 2      |
| Mouvement Force de la Serbie      | 2      |
| Parti radical serbe               | 2      |

Željko Prodanović, membre du Parti démocratique de Serbie (DSS) de l'ancien premier ministre Vojislav Koštunica, a été élu président (maire) de la municipalité.

### Élections locales de 2008
À la suite des élections locales serbes de 2008, les 27 sièges de l'assemblée municipale de Kosjerić se répartissaient de la manière suivante :
| Parti                                                                         | Sièges |
| ----------------------------------------------------------------------------- | ------ |
| Pour une Serbie européenne                                                    | 11     |
| Parti démocratique de Serbie - Nouvelle Serbie                                | 8      |
| Parti progressiste serbe                                                      | 4      |
| Parti socialiste de Serbie - Parti des retraités unis de Serbie - Serbie unie | 3      |
| Parti libéral-démocrate                                                       | 1      |

Dragan Vujadinović, membre du Parti démocratique (DS) du président Boris Tadić a été élu président de la municipalité ; il dirigeait la coalition Pour une Serbie européenne, soutenue par Tadić. Milan Štulović, membre du même parti, a été élu président de l'assemblée municipale.

## Culture
La Maison de la culture (en serbe : Dom kulture) est dotée d'une salle de cinéma de 370 places et d'une scène pour les représentations théâtrales et les concerts ; elle possède également une galerie où l'on peut organiser des expositions d'arts visuels. La Bibliothèque nationale de Kosjerić, créée en 1979, est située au rez-de-chaussée de la Maison de la culture ; elle possède aujourd'hui un fonds d'environ 35 000 ouvrages et documents ; depuis 1992, elle est dotée d'une galerie de peintures où l'on présente des œuvres de Liza Marić-Križanić, une femme peintre originaire de Kosjerić. Depuis 2002, la Maison de la culture et la Bibliothèque sont devenues une seule et même institution culturelle.

## Sport
Kosjerić possède un club de football, le FK Crnokosa, fondé en 1923, et un club de basket-ball, le KK Crnokosa, créé en 1982.
La ville possède plusieurs installations sportives, dont le stade du FK Crnokosa, la salle de sport Sreska bašta, dans laquelle joue notamment le KK Crnokosa, une piscine olympique et le centre sportif en plein air Poligon.

## Éducation
Kosjerić dispose d'un établissement d'enseignement pré-scolaire (en serbe : predškolsko obrazovanje), l'école maternelle Olga Grbić. La municipalité possède deux écoles élémentaires (osnovne škole) : l'école Mito Igumanović à Kosjerić et l'école Jordan Đukanović à Varda, créée en 1931. Ces deux écoles sont considérées comme des écoles mères (matične škole), dans la mesure où elles gèrent des annexes dans d'autres villages de la région. L'école de Kosjerić possède ainsi des antennes à Zarići, à Radanovci, à Subjel, à Brajkovići, à Mušići, à Seča Reka, à Tubići, à Drenovci, à Paramun et à Skakavci.
Kosjerić et sa municipalités ne possèdent qu'un seul établissement d'études secondaires ((srednja škola)), l'école technique (tehnička škola), qui a été créée en 1977 ; elle forme des techniciens dans les domaines de l'électrotechnique, de l'économie et du commerce.

## Économie
La région de Kosjerić est connue pour sa production fruitière, notamment les prunes et les framboises. Quelques entreprises agricoles travaillent en liaison avec cette production et, notamment, dans le domaine de la réfrigération, comme Tomislav à Varda, Hibrid à Makovište, Kas à Godljevo ou Povlen à Kosjerić ; cette dernière société produit aussi de la rakija et des jus de fruits.
L'entreprise industrielle la plus importante de Kosjerić est la cimenterie Titan, qui, en tant qu'entité indépendante, a été créée en 1976 ; depuis 2002, la société fait partie du groupe grec Titan Cement ; elle produit aujourd'hui environ 700 000 t de ciment par an. La métallurgie est représentée par Elkok, créée en 1991 et qui produit des conducteurs électriques, notamment des fils et des câbles ; Kepo, créée en 1993, fabrique des raccords en cuivre et toutes sortes de supports pour les appareils thermiques, notamment pour les radiateurs. Unikom fabrique des antennes, des paraboles, des serres, ainsi que des climatiseurs, des tuners et toutes sortes d'autres équipements ménagers. La société Kofeniks hemija travaille dans le domaine de l'industrie chimique, ; dans le même secteur, Irkom, créée en 1991, fabrique des peintures, des vernis et des produits divers pour protéger le bois, le métal ou la pierre. D'autres entreprises travaillent également dans le domaine du vêtement et de la chaussure ; d'autres encore dans le commerce, comme Ineks, Univerzal et NST.

## Tourisme

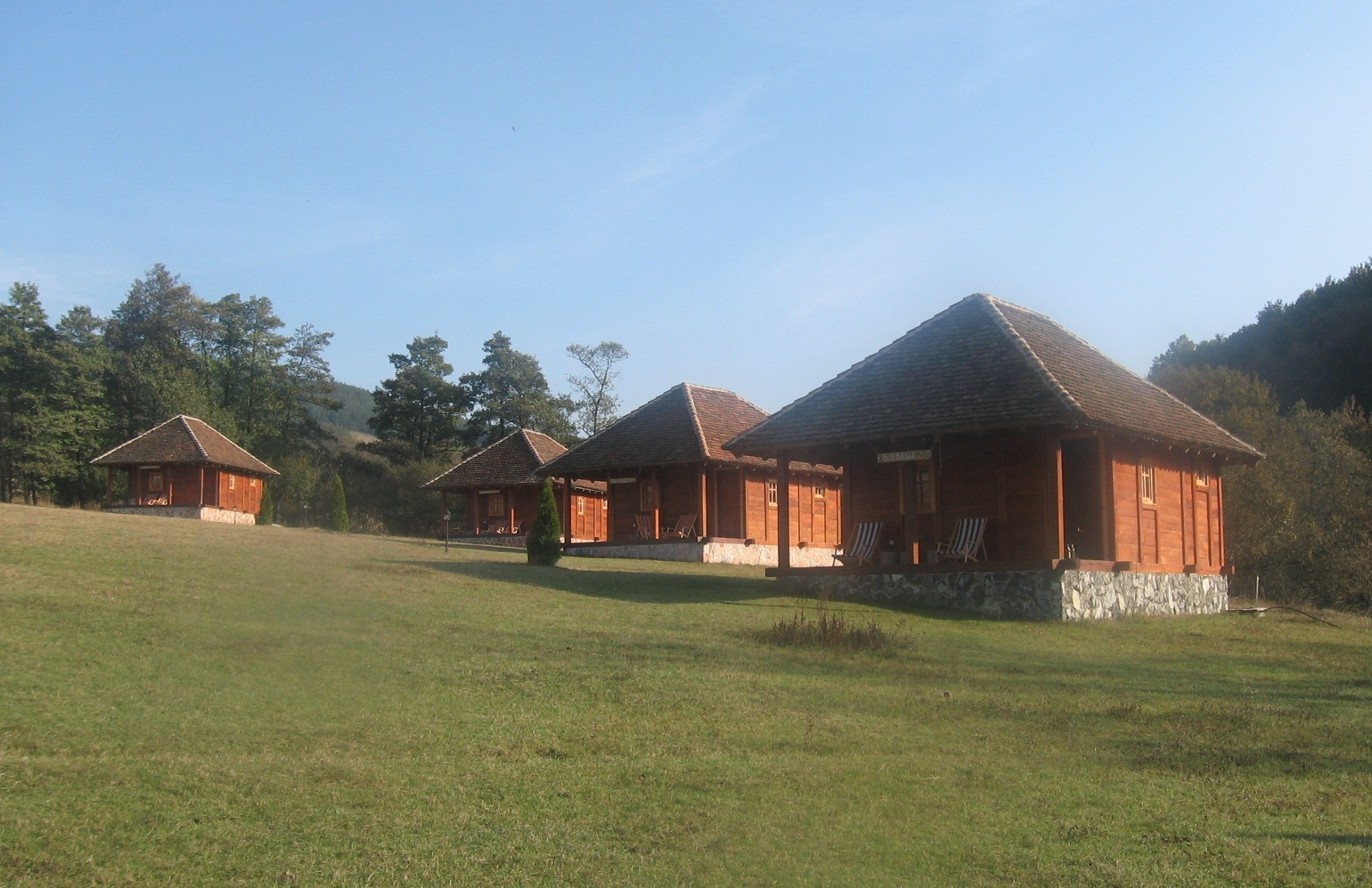
Tourisme rural à Skakavci

Kosjerić se trouve à 27 km de la ville touristique de Divčibare, ainsi qu'à proximité des monts Tara et Zlatibor, respectivement situés à 51 et à 67 km au sud-ouest. La municipalité elle-même a développé un tourisme rural, notamment dans les villages de Mionica, Skakavci, Stojići, Mušići, Donji Taor et Seča Reka. Ce dernier village possède une église en bois dont l'origine remonte au XVe siècle ; dans son état actuel, l'église date de 1812 et elle est classée sur la liste des monuments culturels de Serbie.
Dans la région, la pêche sportive est encadrée par l'Organisation municipale des pêcheurs sportifs Skrapež (en serbe : (Opštinska organizacija sportskih ribolovaca Skrapež ; en abrégé : OOSR Skrapež). La Société de chasse de Kosjerić (Lovačko udruženje Kosjerić), créé en 1901, gère une superficie de 30 945 ha, dont 29 408 ha de zone de chasse ; on peut y chasser des mammifères comme le cerf, le sanglier, le lièvre, le blaireau, le rat musqué, le loir, la martre ou le chat sauvage et des oiseaux comme le faisan, la perdrix, le pigeon sauvage, la palombe, l'oie sauvage, le canard sauvage, le râle d'eau, le corbeau freux ou la bécasse des bois. Toutes ces espèces sont protégées en dehors de la saison de chasse, tandis que d'autres espèces sont protégées toute l'année, comme l'écureuil, la loutre, l'hermine, la belette, la chouette, le faucon, l'aigle, le vanneau, le héron, la cigogne noire et la cigogne blanche, les pics et les oiseaux chanteurs en général.

## Médias
À Kosjerić, la station Radio 106 émet depuis 1995 ; elle est essentiellement centrée sur le divertissement.

## Transports
Kosjerić est située sur la route nationale 21 qui, vers le nord, conduit à Valjevo et, au-delà, à Šabac, en Voïvodine ou vers Belgrade ; en direction du sud, elle se dirige vers Požega Nova Varoš et Prijepolje et, au-delà, vers le Monténégro et la mer Adriatique.
La ville est également située sur la ligne ferroviaire Belgrade-Bar.

## Personnalité
Liza Marić-Križanić (1905-1982), une femme peintre, est née à Kosjerić ; elle était la femme du caricaturiste, écrivain et essayiste Pjer Križanić (1890-1962).

## Coopération internationale
La ville de Kosjerić a signé des accords de partenariat avec :
- Slovenske Konjice (Slovénie)